# Jaroš Griemiller
Jaroš Griemiller z Třebska byl český alchymista, známý svým iluminovaným rukopisem Rosarium philosophorum. V 70. letech 16. století pracoval pod Vilémem z Rožmberka a Rosarium mu věnoval. Práce na rukopisu dokončil v roce 1578 za svého působení v Českém Krumlově.